# Чубак
Чубак — эпический богатырь и хан в «Манасе».
В эпосе занимал второе по значимости место. После ранения и недолгого отъезда Манаса народ поставил его ханом в бейджинском дворце (Бейджин=Пекин).

Один из троих богатырей — Алмамбет, Сыргак — соратников Манаса. Они вместе пошли в военный поход в Китай, где в итоге Манас был тяжело ранен, а его соратники — убиты.
Алмамбет и Чубак, друг за другом,
Рядом с ними Эр-Сыргак
Втроем вступили в сражение.
В самую гущу Алмамбет
Врезался, рубя направо и налево.
Сбоку от него Эр-Сыргак
Врагов валил и повергал на землю могучими ударами.
Противостоящих врагов
Раздирал в ярости гордый орел Чубак.
Один из семи ханов (Кошой, Тёштюк, Музбурчак, Кёкчё, Урбю, Чубак, Бакай) и наместников, поставленных Манасом в завоеванных землях.
Пленил Манчу Нескару и его сорок торе и отдал их в подарок Манасу
Чубак имел плохие отношения с Алмамбетом.
Лошадь Чубаки — Кок-теке (kok-teke).